# Greens Norton
Greens Norton est une paroisse civile et un village du Northamptonshire, en Angleterre.